# Djedkara Isesi
Djedkara Isesi (Hor Djedkhau) (... – 2380 a.C.) è stato un faraone appartenente alla V dinastia egizia.

## Biografia

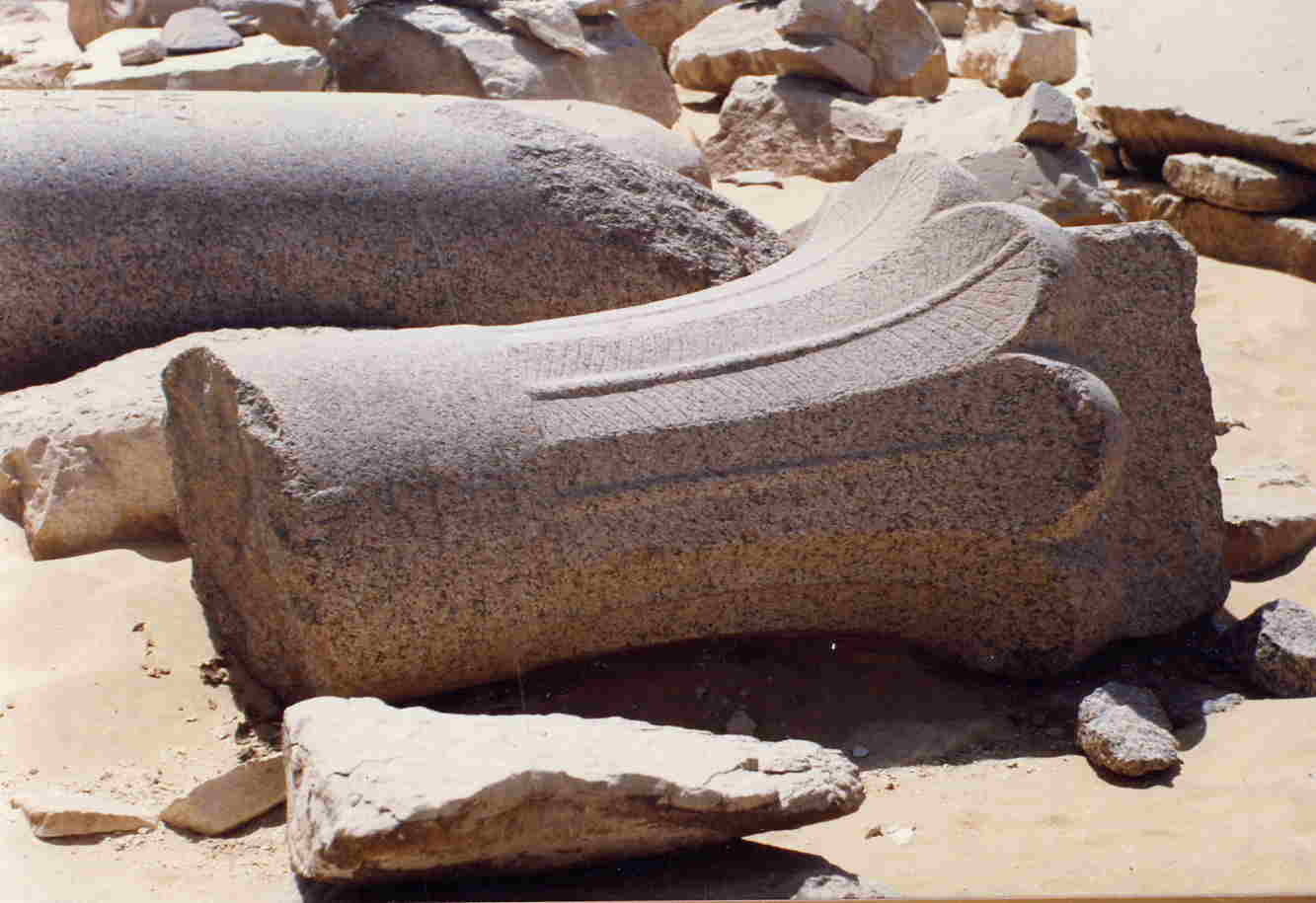
Frammento di colonna dal tempio funerario di Djedkara Isesi. Saqqara

Sulla durata del regno di Djedkara Isesi le fonti non sono del tutto concordi pur attribuendogli comunque un lungo periodo. Il Canone Reale riporta una durata di 28 anni (38 secondo alcuni studiosi) mentre Manetone ne attesta 44. Dai riscontri archeologici abbiamo come data più alta quella del ventitreesimo computo del bestiame e quindi, supponendo che i computi biennali si siano svolti con regolarità, otteniamo un regno di 43 anni (il primo computo avveniva nel momento dell'ascesa al trono e l'anno in questione era considerato come primo anno e quindi i primi due computi avvenivano in due anni seguenti).

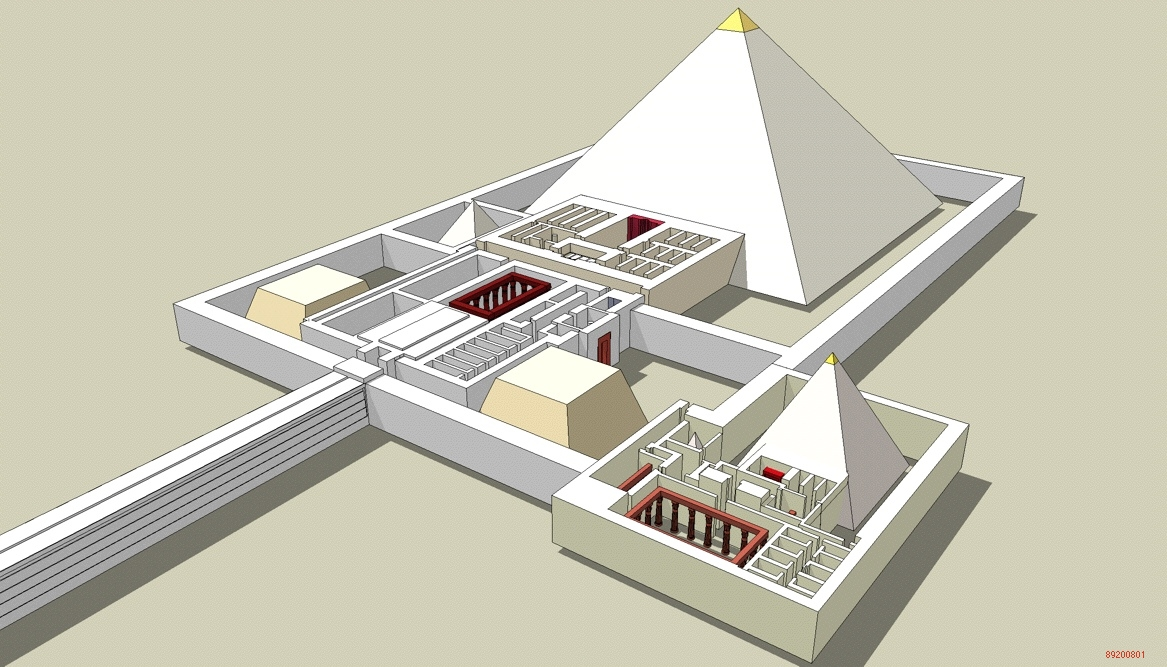
ricostruzione della piramide di Djedkara Isesi

Durante il suo regno sembra esservi una diminuzione del potere centrale a favore dei governatori dei vari nomos, i nomarchi, i cui nomi compaiono più frequentemente e le cui tombe attestano un aumento di disponibilità materiale.
La circostanza che anche Djedkara Isesi non costruisca un tempio solare porta ad ipotizzare che, dopo di Setibtawy, il culto di Ra abbia perso importanza, pur senza scomparire del tutto (una parte del nome di Djedkhau contiene ancora il riferimento a tale divinità).
A questo periodo sono attribuiti i Papiri di Neferirkara, un insieme di frammenti di papiri amministrativi, di difficile lettura ed interpretazione, legati all'amministrazione del complesso funerario di Userkhau.
Il nome di Diedkara Isesi compare nel Sinai (Uadi Maghara), nelle cave di diorite della Bassa Nubia, sulle rocce di Tomas, nella valle del Nilo, a mezza strada tra Assuan e lo Uadi Halfa e su un frammento di vaso di alabastro rinvenuto a Biblo.
Baurdjeded, cancelliere del sovrano, ricorda, nella sua tomba, di aver riportato, per ordine di Djedkara Isesi, un danzatore nano da Punt.

## Liste reali
| N5 | R11 | D28 |

| N5 | R11 | D28 |

| N5 | R11 | D28 |

| N5 | R11 | D28 |

| N5 | R11 | D28 |

| N5 | R11 | D28 |

| N5 | R11 | D28 |

| N5 | R11 | D28 |

| N5 | H6 | D28 |

| N5 | H6 | D28 |

| N5 | H6 | D28 |

| N5 | H6 | D28 |

| N5 | H6 | D28 |

| N5 | H6 | D28 |

| N5 | H6 | D28 |

| N5 | H6 | D28 |

| R11 | R11 |

| R11 | R11 |

| R11 | R11 |

| R11 | R11 |

| R11 | R11 |

| R11 | R11 |

| R11 | R11 |

| R11 | R11 |

| M17 | M17 | s | s |

| M17 | M17 | s | s |

| M17 | M17 | s | s |

| M17 | M17 | s | s |

| M17 | M17 | s | s |

| M17 | M17 | s | s |

| M17 | M17 | s | s |

| M17 | M17 | s | s |

## Titolatura
| G5 |

| G5 |

| R11 | N28 | G43 |

| R11 | N28 | G43 |

| R11 | N28 | G43 |

| R11 | N28 | G43 |

| R11 | N28 | G43 |

| R11 | N28 | G43 |

| R11 | N28 | G43 |

| R11 | N28 | G43 |

| G16 |

| G16 |

| R11 | N28 | G43 |

| R11 | N28 | G43 |

| G8 |

| G8 |

| R11 · G5 · S12 |

| R11 · G5 · S12 |

| M23 · X1 | L2 · X1 |

| M23 · X1 | L2 · X1 |

| N5 | R11 | D28 |

| N5 | R11 | D28 |

| N5 | R11 | D28 |

| N5 | R11 | D28 |

| N5 | R11 | D28 |

| N5 | R11 | D28 |

| N5 | R11 | D28 |

| N5 | R11 | D28 |

| G39 | N5 |

| G39 | N5 |

| i | O34 · O34 | i |

| i | O34 · O34 | i |

| i | O34 · O34 | i |

| i | O34 · O34 | i |

| i | O34 · O34 | i |

| i | O34 · O34 | i |

| i | O34 · O34 | i |

| i | O34 · O34 | i |

Il nome nsw bt si presenta anche con la variante
|             |     |     |
| \| \| \| \| |     |     |
|             |     |     |
| G5          | R11 | D28 |

| G5 | R11 | D28 |

|             |     |     |
| \| \| \| \| |     |     |
|             |     |     |
| G5          | R11 | D28 |

| G5 | R11 | D28 |

ḏd k3 hr - Djedkahor - Il Ka di Horo è durevole
in cui il riferimento al dio Ra è sostituito da quello ad Horo

## Altre datazioni
| Autore        | Anni di regno         |
| ------------- | --------------------- |
| von Beckerath | 2380 a.C. - 2342 a.C. |
| Malek         | 2369 a.C. - 2341 a.C. |